# Viola collina
Viola suavis es una especie de la familia de las violáceas.

## Descripción
Como Viola hirta pero con flores azul pálido y espolón blanquecino, perfumada. Brácteas situadas an la mitad inferior del cabillo. Estípulas lineales a oblongo-lanceoladas, más pelosas y con largas cerdas marginales. Florece en primavera.

## Hábitat
Bosques

## Distribución
En Europa en Bélgica, Finlandia, Francia, Alemania, Noruega, Suecia, Austria, República Checa, Eslovaquia, Suiza, España, Hungría, Italia, Polonia, Rumanía y Rusia.

## Taxonomía
Viola collina fue descrita por Willibald S.J.G. von Besser y publicado en Cat. Hort. Cremenecr. 151, en el año 1816.
Variedades aceptadas
- Viola collina var. collina[3]